# Bateria artylerii nr 38 (XXXVIII)
38 (XXXVIII) Bateria artylerii – polska dwudziałowa lub jednodziałowa bateria artylerii przeciwdesantowej kalibru 75 mm, ustawiona na falochronie portu rybackiego w Helu, Półwyspu Helskiego (od strony morza) z drugą ewentualnie na nabrzeżu portu. Wchodziła w skład Dywizjonu Artylerii Nadbrzeżnej, Rejonu Umocnionego Hel.

## Sformowanie i opis baterii
Z uwagi na potrzebę zabezpieczenia podejść do portów Władysławowo, Jastarnia i Hel oraz wzmocnienia artylerii nadbrzeżnej. Biorąc pod uwagę niedostatki finansowe, Kierownictwo Marynarki Wojennej postanowiło wykorzystać posiadane w magazynach zapasy armat kal. 75 mm wz. 1897 na podstawach morskich wz. 1916. Armaty te pochodziły z przezbrojonych oraz wycofanych z eksploatacji okrętów Floty i Flotylli Rzecznej. Zawiązki baterii sformowano pod koniec roku 1938 w ramach etatu pokojowego dywizjonu artylerii nadbrzeżnej. Baterię usytuowano do obrony portu rybackiego Hel, jedno lub dwa działa ustawiono na falochronie portu, ewentualnie jedno na nadbrzeżu od strony zatoki. Szef KMW wystąpił 16 maja 1939 r. do Szefa Sztabu Głównego WP o wpisanie utworzonych baterii do tabel mobilizacyjnych, lecz bezskutecznie, wobec tego mobilizacja personelu nastąpiła poza planem mobilizacyjnym „W” z nadwyżek Marynarki Wojennej. Jaką liczbą armat kal. 75 mm wz.1897 dysponowała bateria jest trudne do ustalenia, jak również jej dokładne miejsce zamontowania, wymaga to dalszych badań. W trakcie mobilizacji alarmowej baterię zmobilizowano w grupie zielonej od 23 sierpnia w czasie 36 godzin na podstawie rozkazu Kierownictwa Marynarki Wojennej L.778/Mob./39.

## Bateria nr 38 w kampanii wrześniowej
38 bateria przeciwdesantowa jedną armatą z falochronu w dniu 3 września według relacji Zdzisława Ficka włączyła się w walkę pomiędzy niszczycielami niemieckimi, a okrętami w porcie wojennym Hel ORP „Gryf”, ORP „Wicher” i baterią nr 31. Bateria do 3 września 1939 roku zajmowała stanowiska na falochronie portu, jednak z uwagi na zagrożenie atakami lotniczymi przeniesiono ją w inne miejsce. Armatą na falochronie portu rybackiego dowodził st. bsm. Zdzisław Ficek. Według relacji artylerzystów z Helu w dniu 7 września miały zostać ostrzelane przez 38 baterię niemieckie jednostki 5 Flotylli Ochrony Portu, lecz jej udział jest wątpliwy, z uwagi na odległość celów od baterii. Dalsze działania baterii nie są znane.